# 1942 dans les parcs de loisirs
| Années des parcs de loisirs : 1939 - 1940 - 1941 - 1942 - 1943 - 1944 - 1945    |
| Décennies des parcs de loisirs : 1910 - 1920 - 1930 - 1940 - 1950 - 1960 - 1970 |

## Attractions

### Montagnes russes
| Nom   | Type/Modèle | Constructeur                  | Parc          | Pays       |
| ----- | ----------- | ----------------------------- | ------------- | ---------- |
| Comet | Bois        | Philadelphia Toboggan Company | Pleasure Pier | États-Unis |